# Дуке Мариньо, Мариана
Мариана Дуке Мариньо (исп. Mariana Duque Mariño; родилась 12 августа 1989 года в Боготе, Колумбия) — колумбийская теннисистка; победительница двух турниров WTA (один — в одиночном разряде); призёр теннисного турнира Панамериканских игр; финалистка одного юниорского турнира Большого шлема в одиночном разряде (Открытый чемпионат Франции-2007).

## Общая информация
Марианы — одна из четырёх детей Хосе Гильермо Дуке и Сильвии Мариньо; её брата Хосе Гильермо, а сестёр — Сильвия и Каталина.
Своим любимым ударом колумбийка называет форхенд, любимым покрытием — грунт.

## Спортивная карьера
В 2005 году в возрасте 15 лет Дуке Мариньо дебютировала за сборную Колумбии в розыгрыше Кубка Федерации. В 2006 году она выиграла первые титулы на взрослом уровне из цикла ITF. В 2007 году Мариана дебютировала в основных соревнованиях WTA-туре. В феврале 2008 года на домашнем турнире WTA в Боготе она смогла дойти до четвертьфинала. В конце августа Дуке Мариньо попала на свой первый в основной сетке турнир серии Большого шлема. В качестве лаки-лузера она попала на Открытый чемпионат США, где доиграла до второго раунда. Также у неё получилось выступить на Ролан Гаррос 2009 года.
В феврале 2010 года Дуке Мариньо смогла выиграть свой единственный титул WTA в одиночном разряде. Произошло это на домашнем турнире в Боготе, в финале которого она обыграла Анжелику Кербер со счётом 6-4, 6-3. В сентябре 2011 года ей удалось выйти в финал 100-тысячника ITF в Бьелле. В феврале 2012 года она вышла в четвертьфинал домашнего турнира в Боготе, а в марте сыграла на той же стадии в Акапулько. В мае Дуке Мариньо выиграла 50-тысячник ITF в | Сен-Годенсе. В июле она выиграла единственный титул WTA в парном разряде, взяв его на турнире в Бостаде в команде с Каталиной Кастаньо. В августе она выступила на Олимпийских играх, проиграв там в первом раунде.
В марте 2013 года Дуке выиграла 50-тысячник ITF в Оспри (США). В мае она прошла через квалификацию на Ролан Гаррос и доиграла там до второго раунда. Так же она смогла выступить и на Уимблдонском турнире. В апреле 2014 года Мариана вышла в 1/4 финала турнира в Боготе. В октябре того же года ей удалось выиграть 50-тысячник ITF в Тампико. В апреле 2015 года на домашнем турнире в Боготе она смогла выйти в полуфинал. На Открытом чемпионате США того года Дуке Мариньо впервые смогла выйти в третий раунд Большого шлема. В октябре она поднялась на самую высокую в карьере позицию в одиночном рейтинге, заняв 66-е место.
В мае 2016 года Дуке смогла выйти в финал турнира WTA в Нюрнбереге, в котором она проиграла Кики Бертенс — 2-6, 2-6. В июне на траве Мальорки она дошла до четвертьфинала. На Уимблдоне с соотечественником Хуаном Себастьяном Кабалем она добралась до четвертьфинала в миксте. На Олимпийских играх в Рио-де-Жанейро Дуке Мариньо проиграла на старте Анжелике Кербер.
В марте 2017 года Дуке Мариньо в партнёрстве с Вероникой Сепеде во второй раз в карьере сыграла в финале парных соревнований турнира в Акапулько (до этого в 2013 году с Каталиной Кастаньо). На Ролан Гаррос того года она впервые смогла доиграть до третьего раунда. В июле с аргентинской теннисисткой Марией Иригойен смогла выиграть парный 100-тысячник в Будапеште.
Открытый чемпионат Австралии 2018 года для Дуке Мариньо завершился в первом круге. Теннисистка проиграла сопернице из Китая Дуань Инъин. На 80-тысячнике из цикла ITF в Дотане Дуке Мариньо смогла добраться до финала, но в финале уступила в трёх сетах американке Тейлор Таунсенд (6:2, 2:6, 6:1). Через неделю на 80-тысячнике в Шарлотсвилле она смогла победить, обыграв в финале украинскую теннисистку Ангелину Калинину (6:0, 1:6, 2:6). В апреле Дуке Мариньо вышла в парный финал в Боготе в альянсе с Надей Подорошкой. На Ролан Гаррос она смогла пробиться через квалификацию в основную сетку одиночного турнира и дошла до второго раунда. После вылета с Ролан Гаррос она сыграла на турнире младшей серии WTA 125 в Боле Мариана выиграла парный трофей в партнёрстве с китаянкой Ван Яфань. После этого она выиграла 60-тысячник ITF в одиночном разряде на соревновании в Ходмезёвашархее. Сезон 2018 года стал последним в карьере колумбийской теннисистки. В возрасте 29 лет она завершила профессиональную карьеру.

## Итоговое место в рейтинге WTA по годам
| Год  | Одиночный рейтинг | Парный рейтинг |
| 2018 | 112               | 131            |
| 2017 | 103               | 107            |
| 2016 | 106               | 244            |
| 2015 | 75                | 229            |
| 2014 | 137               | 115            |
| 2013 | 101               | 105            |
| 2012 | 140               | 139            |
| 2011 | 190               | 245            |
| 2010 | 128               | 402            |
| 2009 | 191               |                |
| 2008 | 110               | 338            |
| 2007 | 201               | 492            |
| 2006 | 392               | 489            |
| 2005 | 803               | 894            |

## Выступления на турнирах

### Финалы турнировWTAв одиночном разряде (2)

#### Победы (1)
| Легенда:                    |
| --------------------------- |
| Турниры Большого шлема (0*) |
| Олимпиада (0)               |
| Итоговый турнир WTA (0)     |
| Premier Mandatory (0)       |
| Premier 5 (0)               |
| Premier (0)                 |
| International (1+1)         |

| Титулы по покрытиям | Титулы по месту проведения матчей турнира |
| ------------------- | ----------------------------------------- |
| Хард (0*)           | Зал (0)                                   |
| Грунт (1+1)         | Зал (0)                                   |
| Трава (0)           | Открытый воздух (1+1)                     |
| Ковёр (0)           | Открытый воздух (1+1)                     |

* количество побед в одиночном разряде + количество побед в парном разряде.
| №  | Дата            | Турнир           | Покрытие | Соперница в финале | Счёт    |
| 1. | 21 февраля 2010 | Богота, Колумбия | Грунт    | Анжелика Кербер    | 6-4 6-3 |

#### Поражения (1)
| №  | Дата        | Турнир             | Покрытие | Соперница в финале | Счёт    |
| 2. | 21 мая 2016 | Нюрнберг, Германия | Грунт    | Кики Бертенс       | 2-6 2-6 |

### Финалы турнировWTA 125иITFв одиночном разряде (28)

#### Победы (19)
| Легенда:                    |
| --------------------------- |
| WTA 125 (0+2*)              |
| 100.000 USD (0+1)           |
| 80.000 (75.000**) USD (1)   |
| 60.000 (50.000**) USD (4+4) |
| 25.000 USD (10+6)           |
| 15.000 (10.000**) USD (4+3) |

** призовой фонд до 2017 года
| Титулы по покрытиям | Титулы по месту проведения матчей турнира |
| ------------------- | ----------------------------------------- |
| Хард (7+6*)         | Зал (0+1)                                 |
| Грунт (12+10)       | Зал (0+1)                                 |
| Трава (0)           | Открытый воздух (19+15)                   |
| Ковёр (0)           | Открытый воздух (19+15)                   |

* количество побед в одиночном разряде + количество побед в парном разряде.
| №   | Дата             | Турнир                      | Покрытие | Соперница в финале            | Счёт           |
| 1.  | 7 мая 2006       | Масатлан, Мексика           | Хард     | Андреа Реминсе                | 6-2 6-4        |
| 2.  | 14 мая 2006      | Лос-Мочис, Мексика          | Грунт    | Агустина Лепоре               | 6-2 6-1        |
| 3.  | 17 сентября 2006 | Каракас, Венесуэла          | Грунт    | Флоренсия Молинеро            | 3-4 — отказ    |
| 4.  | 1 апреля 2007    | Халапа-Энрикес, Мексика     | Хард     | Мария-Ванина Гарсиа-Сокол     | 6-3 7-6(5)     |
| 5.  | 30 сентября 2007 | Пуэрто-Хуарес, Мексика      | Грунт    | Соледад Эсперон               | 6-3 7-5        |
| 6.  | 21 октября 2007  | Сан-Луис-Потоси, Мексика    | Хард     | Аранча Рус                    | 3-6 6-4 6-3    |
| 7.  | 11 мая 2008      | Ирапуато, Мексика           | Хард     | Никола Франкова               | 6-4 3-6 6-3    |
| 8.  | 13 июля 2008     | Богота, Колумбия            | Грунт    | Мария-Фернанда Альварес-Теран | 6-0 6-4        |
| 9.  | 17 июля 2011     | Богота, Колумбия            | Грунт    | Мария-Фернанда Альварес-Теран | 7-6(6) 4-6 6-3 |
| 10. | 14 августа 2011  | Ферсмольд, Германия         | Грунт    | Скарлетт Вернер               | 7-6(2) 7-5     |
| 11. | 20 мая 2012      | Сен-Годенс, Франция         | Грунт    | Клер Фёэрстен                 | 4-6 6-3 6-2    |
| 12. | 28 октября 2012  | Флоренс, США                | Хард     | Стефани Дюбуа                 | 4-6 6-2 6-1    |
| 13. | 31 марта 2013    | Оспри, США                  | Грунт    | Эстрелья Кабеса-Кандела       | 7-6(2) 6-1     |
| 14. | 14 апреля 2013   | Пелем, США                  | Грунт    | Куруми Нара                   | 1-6 6-3 6-4    |
| 15. | 20 октября 2013  | Рок-Хилл, США               | Хард     | Анна Татишвили                | 6-3 6-4        |
| 16. | 29 июня 2014     | Файхинген-на-Энце, Германия | Грунт    | Карина Виттхёфт               | 5-7 6-2 6-2    |
| 17. | 19 октября 2014  | Тампико, Мексика            | Хард     | Ан-Софи Местах                | 3-6 6-1 7-6(4) |
| 18. | 29 апреля 2018   | Шарлотсвилл, США            | Грунт    | Ангелина Калинина             | 0-6 6-1 6-2    |
| 19. | 17 июня 2018     | Ходмезёвашархей, Венгрия    | Грунт    | Ирина Бара                    | 4-6 7-5 6-2    |

#### Поражения (9)
| №  | Дата             | Турнир                   | Покрытие | Соперница в финале | Счёт        |
| 1. | 28 мая 2006      | Монтеррей, Мексика       | Хард     | Бетина Хосами      | 3-6 3-6     |
| 2. | 3 сентября 2006  | Богота, Колумбия         | Грунт    | Джессика Орселли   | 5-7 3-6     |
| 3. | 9 сентября 2006  | Каракас, Венесуэла       | Хард     | Стори Твиди-Ейтс   | 3-6 3-6     |
| 4. | 10 марта 2007    | Толука-де-Лердо, Мексика | Хард(i)  | Стелла Менна       | 1-6 5-7     |
| 5. | 14 февраля 2010  | Кали, Колумбия           | Грунт    | Полона Херцог      | 4-6 7-5 2-6 |
| 6. | 12 сентября 2011 | Бьелла, Италия           | Грунт    | Александра Каданцу | 4-6 3-6     |
| 7. | 4 ноября 2012    | Нью-Браунфелс, США       | Хард     | Мелани Уден        | 1-6 1-6     |
| 8. | 9 июля 2017      | Рим, Италия              | Грунт    | Катерина Козлова   | 6-7(6) 4-6  |
| 9. | 22 апреля 2018   | Дотан, США               | Грунт    | Тейлор Таунсенд    | 2-6 6-2 1-6 |

### Финалы турнировWTAв парном разряде (4)

#### Победы (1)
| №  | Дата         | Турнир         | Покрытие | Партнёрша         | Соперницы в финале               | Счёт           |
| 1. | 22 июля 2012 | Бостад, Швеция | Грунт    | Каталина Кастаньо | Ева Грдинова Мервана Югич-Салкич | 4-6 7-5 [10-5] |

#### Поражения (3)
| №  | Дата           | Турнир                 | Покрытие | Партнёрша            | Соперницы в финале                         | Счёт       |
| 1. | 2 марта 2013   | Акапулько, Мексика     | Грунт    | Каталина Кастаньо    | Лурдес Домингес Лино Аранча Парра Сантонха | 4-6 6-7(1) |
| 2. | 4 марта 2017   | Акапулько, Мексика (2) | Хард     | Вероника Сепеде Роиг | Анастасия Родионова Дарья Юрак             | 3-6 2-6    |
| 3. | 15 апреля 2018 | Богота, Колумбия       | Грунт    | Надя Подорошка       | Ирина Хромачёва Далила Якупович            | 3-6 4-6    |

### Финалы турнировWTA 125иITFв парном разряде (23)

#### Победы (16)
| №   | Дата             | Турнир                 | Покрытие | Партнёрша            | Соперницы в финале                      | Счёт               |
| 1.  | 13 мая 2006      | Лос-Мочис, Мексика     | Грунт    | Вики Нуньес-Фуэнтес  | Мария Иригойен Агустина Лепоре          | 7-5 6-3            |
| 2.  | 4 июня 2006      | Леон, Мексика          | Хард(i)  | Вики Нуньес-Фуэнтес  | Эрика Клэрк-Магана Кортни Нагль         | 7-6(3) 7-6(4)      |
| 3.  | 3 сентября 2006  | Богота, Колумбия       | Грунт    | Вики Нуньес-Фуэнтес  | Ванеса Фурланетто Мария Иригойен        | 6-4 6-2            |
| 4.  | 7 июня 2008      | Градо, Италия          | Грунт    | Мелани Клаффнер      | Маринна Жиро Кристина Виллер            | 6-1 6-2            |
| 5.  | 12 июля 2008     | Богота, Колумбия       | Грунт    | Вики Нуньес-Фуэнтес  | Майлен Ору Николь Клерико               | 6-3 6-4            |
| 6.  | 24 октября 2010  | Рок-Хилл, США          | Хард     | Мария-Фернанда Алвес | Саназ Маранд Кейтлин Хуриски            | 6-1 4-6 [10-4]     |
| 7.  | 16 февраля 2013  | Кали, Колумбия         | Грунт    | Каталина Кастаньо    | Флоренсия Молинеро Тельяна Перейра      | 3-6 6-1 [10-5]     |
| 8.  | 20 октября 2013  | Рок-Хилл, США          | Хард     | Мария Иригойен       | Элли Кик Эйжа Мухаммад                  | 4-6 7-6(5) [12-10] |
| 9.  | 6 июля 2014      | Ферсмольд, Германия    | Грунт    | Габриэла Дабровски   | Вероника Сепеде Роиг Штефани Фогт       | 6-1 6-2            |
| 10. | 28 сентября 2014 | Сьюдад-Хуарес, Мексика | Грунт    | Лаура Пигосси        | Йоана Лоредана Рошка Ленка Винерова     | 6-1 3-6 [10-4]     |
| 11. | 12 октября 2014  | Монтеррей, Мексика     | Хард     | Лурдес Домингес Лино | Элизе Мертенс Аранча Рус                | 6-3 7-6(4)         |
| 12. | 2 ноября 2014    | Нью-Браунфелс, США     | Хард     | Вероника Сепеде Роиг | Алекса Глатч Бернарда Пера              | 6-0 6-3            |
| 13. | 15 мая 2015      | Сен-Годенс, Франция    | Грунт    | Юлия Глушко          | Беатрис Хаддад Майя Николь Мелихар      | 1-6 7-6(5) [10-4]  |
| 14. | 19 февраля 2017  | Сюрпрайз, США          | Хард     | Надя Подорошка       | Усуэ Майтане Арканада София Кенин       | 4-6 6-0 [10-5]     |
| 15. | 13 июля 2017     | Будапешт, Венгрия      | Грунт    | Мария Иригойен       | Александра Крунич Нина Стоянович        | 7-6(3) 7-5         |
| 16. | 10 июня 2018     | Бол, Хорватия          | Грунт    | Ван Яфань            | Сильвия Солер-Эспиноса Барбора Штефкова | 6-3 7-5            |

#### Поражения (7)
| №  | Дата             | Турнир                 | Покрытие | Партнёрша                | Соперницы в финале                                        | Счёт              |
| 1. | 19 сентября 2004 | Богота, Колумбия       | Грунт    | Вики Нуньес-Фуэнтес      | Эстефания Бальда-Альварес Карен Эмилия Кастибланко Дуарте | 6-7(2) 5-7        |
| 2. | 27 августа 2006  | Богота, Колумбия       | Грунт(i) | Вики Нуньес-Фуэнтес      | Роксана Вайсемберг Карен Эмилия Кастибланко Дуарте        | 4-6 6-7(4)        |
| 3. | 25 мая 2007      | Фуэртевентура, Испания | Ковёр    | Роксана Вайсемберг       | Неуза Силва Николь Тейссен                                | 1-6 2-6           |
| 4. | 31 июля 2011     | Бад-Заульгау, Германия | Грунт    | Каталина Кастаньо        | Мария Абрамович Николь Клерико                            | 3-6 7-5 [7-10]    |
| 5. | 4 ноября 2012    | Нью-Браунфелс, США     | Хард     | Адриана Перес            | Елена Бовина Мирьяна Лучич                                | 3-6 6-4 [8-10]    |
| 6. | 16 февраля 2014  | Сан-Паулу, Бразилия    | Грунт    | Паула Кристина Гонсалвес | Беатрис Гарсия-Видагани Дина Пфиценмайер                  | 6-7(8) 6-4 [8-10] |
| 7. | 10 апреля 2015   | Медельин, Колумбия     | Грунт    | Юлия Глушко              | Лурдес Домингес Лино Мэнди Минелла                        | 5-7 6-4 [5-10]    |